# Медаль Бейлі
Медаль Бейлі (англ. Baly Medal) — це нагорода, що присуджується раз на два роки Королівським коледжем лікарів (англ. Royal College of Physicians, RCP).
Заснована завдяки дарунку Фредеріка Даніеля Дістера (1809?—1893), отриманому в 1866 році, підтвердженому актом 1930 року — в пам'ять про Вільяма Бейлі: £400 для надання золотої медалі особі, яка, як вважається, найбільше відзначилася в науці фізіології, особливо протягом попередніх двох років. 
Нагорода присуджується щодва роки за рекомендацією Президента та Ради на Щоквартальній зустрічі в липні і вручається з нагоди Гарвійського публічного виступу.

## Список нагороджених
- (1869) — Річард Оуен[2]
- (1871) — Ліонель Сміт Бейл
- (1873) — Вільям Шарпей
- (1875) — Клод Бернар
- (1877) — Карл Людвіг
- (1879) — Чарлз Дарвін
- (1881) — Джон Бердон-Сандерсон
- (1883) — Шарль Броун-Секар
- (1885) — Вільям Кітчен Паркер
- (1887) — Девід Феррієр
- (1889) — Рудольф Гейденгайн
- (1891) — Майкл Фостер
- (1893) — Моріц Шифф
- (1895) — Волтер Гаскелл
- (1897) — Едвард Альберт Шарпей-Шафер
- (1899) — Чарлз Скотт Шеррінгтон
- (1901) — Фредерік Вільям Пейві
- (1903) — Джон Ньюпорт Ленглі
- (1905) — Павлов Іван Петрович
- (1907) — Ернест Старлінг
- (1909) — Герман Еміль Фішер
- (1911) — Вільям Добінсон Галлібертон
- (1913) — Джон Бердон Сандерсон Голдейн
- (1915) — Фредерик Гоуленд Гопкінс
- (1917) — Вільям Бейлісс
- (1919) — Леонард Гілл
- (1921) — Генрі Дейл[3]
- (1923) — Джозеф Баркрофт
- (1925) — ?
- (1927) — Арчибальд Гілл
- (1929) — Едгар Дуглас Едріан
- (1931) — Волтер Бредфорд Кеннон
- (1933) — Роберт Робісон[4]
- (1935) — Френсіс Маршалл
- (1937) — Ернест Кеннавей
- (1939) — Чарльз Бест
- (1941) — Едгар Аллен
- (1943) — Фредерік Бартлетт
- (1945) — Август Крог[5]
- (1947) — Бернардо Альберто Усай[6]
- (1949) — Едвард Мелланбі[7]
- (1951) — Дьєрдь де Гевеші[8]
- (1953) — Карл Лешлі
- (1955) — Алан Годжкін[9]
- (1957) — Ернест Бейзіл Верні[10]
- (1959) — Іван де Бург Дейлі
- (1961) — Джон Екклс[11]
- (1963) — Вільгельм Фельдберґ
- (1965) — Родерік Альфред Ґреґорі
- (1967) — Бернард Кац[12]
- (1969) — Джордж Вінґфілд Гарріс
- (1971) — Дороті Кроуфут Годжкін[13]
- (1973) — Ерік Вільям Гортон[14]
- (1975) — Ендрю Філдінг Гакслі
- (1977) — Джон Роберт Вейн[15]
- (1979) — Ганс Костерлітц
- (1981) — Малкольм Девенпорт Мілн
- (1983) — Вільям Патон[16]
- (1985) — Пол Полані
- (1987) — Аарон Клуг
- (1989) — Майкл Беррідж
- (1991) — Девід Марсден
- (1993) — Деніс Нобл
- (1995) — Чарльз Ніколас Гейлз
- (1997) — Алек Джеффріс
- (1999) — Пол Нерс
- (2001) — Колін Блейкмор
- (2003) — Джон Салстон
- (2005) — Грег Вінтер
- (2007) — Сідні Бреннер
- (2009) — Мартін Еванс
- (2011) — Пітер Реткліфф
- (2013) — Стівен О'Рагіллі[17]
- (2015) — ?
- (2017) — Дімітрі Кульманн
- (2019) — ?
- (2022) — Брайан Діффі

## Дв. також
- Список нагород у галузі медицини[en]
- Список нагород, названих на честь осіб[en]